# Manga Plus
Manga Plus (estilitzat com MANGA Plus) és una plataforma de còmic en línia i una aplicació mòbil propietat de Shūeisha publicada el 28 de gener de 2019. Està disponible a tot el món excepte al Japó, la Xina i Corea del Sud. Es publiquen setmanalment versions traduïdes al castellà, anglès, francès, rus, indonesi, tailandès i portuguès brasiler capítols nous de mangues que es publiquen a les revistes Shōnen Jump, a més d'algunes de les revistes Jump Square, Young Jump, V Jump i la digital Jump+. Almenys els primers capítols i els més recents de les sèries llicenciades estan disponibles de forma gratuïta.

## Història
El Weekly Shōnen Jump va assolir un màxim de circulació setmanal de 6,53 milions de còpies als anys noranta, però des de llavors la caiguda dels mitjans impresos ha anat reduint el nombre de lectors. En resposta, l'editor Shueisha es va dirigir cap a la distribució digital per intentar arribar a un públic més ampli.
Shuhei Hosono, l'editor en cap de Shōnen Jump+ i Manga Plus, va dir que eren conscients dels molts lectors de manga a l'estranger i que volien portar-lo a més gent d'arreu del món. Van començar converses sobre una possible versió global de Shōnen Jump+ el 2017. Finalment va publicar Manga Plus el 28 de gener de 2019. El servei es va posar a disposició de tots els països excepte la Xina, Corea del Sud i el Japó, i aquests últims van quedar exclosos perquè cadascun ja té els seus propis serveis. El departament editorial de Shōnen Jump+ gestiona la distribució a l'estranger mitjançant Manga Plus internament. Yūta Momiyama, un editor de l'editorial que gestiona els serveis en línia, va dir que això és amb la intenció de fer de la creació de manga d'èxit a escala global "una part fonamental de l'enfocament editorial de Weekly Shōnen Jump".
Fins a Manga Plus, els títols de Shueisha es distribuïen arreu del món a través d'editors locals o línies de distribució. El dia de publicació va ser la primera vegada que Shueisha havia ampliat el servei directe a nivell mundial. 50 títols de manga estaven disponibles el primer dia. Una part dels ingressos obtinguts amb la publicitat es destina directament als autors originals del manga.
L'octubre de 2020, es va iniciar el seu propi servidor oficial de Discord.

## Títols
Sèries actuals de la Weekly Shōnen Jump
- Akane-banashi
- Black Clover
- Blue Box
- Burn the Witch
- Cipher Academy
- The Elusive Samurai
- Green Green Greens
- Hunter × Hunter
- Jujutsu Kaisen
- Kagurabachi
- Kill Blue
- MamaYuyu
- Martial Master Asumi
- Me & Roboco
- Mission: Yozakura Family
- My Hero Academia
- Nue's Exorcist
- One Piece
- RuriDragon
- Sakamoto Days
- Shadow Eliminators
- Two on Ice
- Undead Unluck
- Witch Watch

Sèries acabades
- Act-Age (Eliminada actualment)[9]
- Agravity Boys
- Aliens Area
- Assassination Classroom
- Ayashimon
- Bakuman
- Beast Children
- Bleach
- Bone Collection
- Build King
- Candy Flurry
- Captain Tsubasa (Només en castellà)[10]
- Chainsaw Man (Primera part)
- DC3 (one-shot)
- Death Note
- Guardians de la nit
- Do Retry
- Doron Dororon
- Double Taisei
- Dr. Stone
- Dr. Stone Reboot: Byakuya
- Bola de Drac
- Earthchild
- Fabricant 100
- Food Wars!: Shokugeki no Soma
- Ginka & Glüna
- Guardian of the Witch
- Haikyu!!
- Hard-Boiled Cop and Dolphin
- Hell Warden Higuma
- High School Family: Kokosei Kazoku
- Hinomaru Sumo
- The Hunters Guild: Red Hood
- I Tell C
- Ice-Head Gill
- Ichigoki's Under Control!!
- The Ichinose Family's Deadly Sins
- JoJo's Bizarre Adventure: Part 1–Phantom Blood
- JoJo's Bizarre Adventure: Part 2–Battle Tendency
- JoJo's Bizarre Adventure: Part 3–Stardust Crusaders
- Kuroko's Basketball
- The Last Saiyuki
- Magu-chan: God of Destruction
- Mashle: Magic and Muscles
- Mitama Security: Spirit Busters
- Moriking
- Naruto
- Neolation
- Neru: Way of the Martial Artist
- Nine Dragons' Ball Parade
- Nisekoi: False Love
- Our Blood Oath
- Phantom Seer
- PPPPPP
- The Promised Neverland
- Protect Me, Shugomaru!
- Reborn! (Només en castellà)[10]
- Rurouni Kenshin
- Samurai 8: The Tale of Hachimaru
- Science vs. Magic (one-shot)
- Shokugeki no Sanji
- Super Smartphone
- Teenage Renaissance! David
- Tenmaku Cinema
- Time Paradox Ghostwriter
- Tokyo Demon Bride Story
- Tokyo Shinobi Squad
- We Never Learn
- Yugen's All-Ghouls Homeroom
- Yui Kamio Lets Loose
- Zipman!!

Sèries actuals de la Jump+
- 2.5 Dimensional Seduction
- Astro Baby
- At Summer's End
- Beat & Motion
- Blooming Love
- Chainsaw Man (Segona part)
- Chieri's Love Is 8 Meters (Només en tailandès)
- Daddy and Buddy
- Dandadan
- Demon Lord Exchange!!
- The Game Devil
- Ghost Reaper Girl
- Girl meets Rock!
- The God Before Me
- Heart Gear
- History's Mentalist
- Hokkaido Gals Are Super Adorable!
- Hope You're Happy, Lemon
- Jinrui-Shoku: Blight of Man
- Kaiju No.8 (Monster #8)
- Kaiju No.8: B-Side
- Kindergarten Wars
- Kiruru Kill Me (Només en castellà)
- Magical Girl Tsubame: I Will (Not) Save The World!
- Magilumiere Co. Ltd.
- Make the Exorcist Fall in Love
- Marriagetoxin
- Mikane and The Sea Woman
- Navigatoria
- The Pension Life Vampire
- Red Cat Ramen
- Ron Kamonohashi: Deranged Detective
- Rugby Rumble
- Sachi's Records 〜Sachi’s Book of Revelation〜
- Set it and Forget it
- Shibatarian
- Shojo Null
- Skeleton Double
- Spy × Family
- Stage S
- Thermae Romae Redux
- 'Tis Time for "Torture," Princess
- Tokyo Underworld
- Tsuruko Returns the Favor
- Wild Strawberry
- Witch Enforcer
- The World of SKK Girls
- You and I Are Polar Opposites

Sèries acabades
- Abyss Rage
- Arata Primal: The New Primitive
- Astra Lost in Space
- Ayakashi Triangle
- Blue Flag
- Captain Velvet Meteor: The Jump+ Dimensions ~The Beginning~ (one-shot)
- Curtain's up, I'm off
- The Dark Doctor Ikuru
- Diamond in the Rough
- Diasporaiser
- Dear Sa-chan
- Don't Blush, Sekime-san!
- Dricam!!
- East, Into The Night
- Even If You Slit My Mouth
- Excuse Me Dentist, It's Touching Me!
- Ghostbuster Osamu
- Goodbye, Eri (one-shot)
- Handsome Must Die
- Hell's Paradise: Jigokuraku (Reedicció només en castellà)
- Hell's Paradise: Jigokuraku - Side Story: Forest of Misfortune (one-shot)
- Hina Change
- Jiangshi X
- Just Listen to the Song (one-shot)
- The Kajiki Chef: Divine Cuisine
- KoLD8: King of the Living Dead
- Land Lock
- Look Back (one-shot)
- Me and My Gangster Neighbour
- Moebana
- Moon Land
- My Girlfriend Gives Me Goosebumps!
- My Hero Academia: Vigilantes (Només en castellà)
- Nano Hazard
- Naruto: Konoha's Story—The Steam Ninja Scrolls: The Manga
- Naruto: Sasuke's Story—The Uchiha and The Heavenly Stardust: The Manga
- ONI: Road to be the Mightiest Oni Episode ZERO
- Romantic Killer
- Service Wars
- The Sign of Abyss
- Soloist in a Cage
- The Soul Spewing Wielder
- Spotless Love: This Love Cannot Be Any More Beautiful.
- Stan for Salvation
- Suitô-to (Només en castellà)
- Summer Time Rendering
- Summer Time Rendering 2026: The Room that Dreams of Murder
- Takopi's Original Sin
- The Vertical World
- Vibration Man
- Wa no kage (Només en castellà)
- World's End Harem: Britannia Lumiere
- Yumeochi: Dreaming of Falling For You

Sèries de la Jump Square
- Blue Exorcist
- Claymore (acabada)
- Gokurakugai
- Platinum End (acabada)
- Rosario + Vampire (acabada)
- Rosario + Vampire Season II (acabada)
- Seraph of the End: Vampire Reign
- Show-ha Shoten!
- Tegami Bachi (acabada)
- Twin Star Exorcists
- World Trigger

Sèries de la V Jump
- Boruto: Naruto Next Generations (acabada)
- Boruto: Two Blue Vortex
- Dragon Ball Super
- Yu-Gi-Oh! Arc-V (acabada)

Sèries de la Weekly Young Jump
- Catenaccio
- The Days of Diamond
- Dogsred
- Kubo Won't Let Me Be Invisible (acabada)
- Oshi no Ko
- Terra Formars
- Tokyo Ghoul (acabada)
- Tokyo Ghoul:re (acabada)

Sèries de la Tonari no Young Jump
- Choujin X

Sèries de la Saikyō Jump
- I'm From Japan (acabada)

Ubisoft x Jump+ one-shots
- assassin's creed: cinders
- HAPPY VAAS DAY
- Inside
- kuroneko yawa x UBISOFT
- WRENCH MAKE SOME NOISE!

MAGIC International Manga Contest winners
- Miriam of the Skulls
- Bookhead

### Mangaplus Creators
MangaPlus Creators award winners
- Apple to Orange
- ALMA DE UN SOLO COLOR
- BOLT
- Deaddie Du Dead
- Dodsleie
- ERROR US
- El Perro del Gorro Atornillado al Cráneo
- GENDER X BORDER
- GEO
- Hollow Grimoire
- How to heal from schizophrenia
- I SOLD MY BODY TO A GOD
- KKDKK
- LOLEIN
- METAL SOULS
- METRA-K
- No\Name
- Personaje
- Ruthless Render
- Scrap Circus
- Sun in the Abyss
- UNBLESSED